# Hubert Witt
Hubert Witt (* 20. Juni 1935 in Breslau; † 11. Oktober 2016 in Leipzig) war ein deutscher Nachdichter und Herausgeber.

## Leben
Als Zehnjähriger, der bereits drei Jahre lang die Schule im schlesischen Glatz besucht hatte, kam Hubert Witt nach Ende des Zweiten Weltkriegs nach Jeber-Bergfrieden, heute Sachsen-Anhalt. Sein Abitur erwarb er in Roßlau. 1953 bis 1957 absolvierte er an der Universität Leipzig ein Germanistikstudium, begleitet von Praktika im Berliner Ensemble. Der Literaturwissenschaftler Hans Mayer gehörte zu seinen wichtigsten Lehrern.
Hubert Witt wurde 1959 Lektor des Leipziger Reclam-Verlag. Hubert und Sina Witt arbeiteten gemeinsam im Literaturbereich, sie als leitende Lektorin des Insel-Verlages, 1986 begann Hubert Witt eine Lehrtätigkeit am Literaturinstitut Johannes R. Becher, die er bis 1993 ausübte. Seine Kinder sind Ines Eck, Jan und Raban Witt. 

## Leistungen
In den 1990er Jahren initiierte Witt den Leipziger literarischen Herbst, war zeitweilig Mitglied des "Sächsischen Kultursenats" sowie Mitglied im Kuratorium des Deutschen Literaturfonds.
Er verfasste zahlreiche Lyrikübersetzungen und Nachdichtungen, vor allem aus dem Mittelhochdeutschen und dem Jiddischen, publizierte literaturwissenschaftliche Aufsätze und schrieb für den Rundfunk. Er leistete eine umfängliche editorische Arbeit und gehörte dem PEN-Zentrum Deutschland an.

## Ehrungen
- 1979 erhielt er den F.-C.-Weiskopf-Preis und 1985 den Nationalpreis der DDR I. Klasse für Kunst und Literatur (beide innerhalb eines Kollektivs des Verlages Philipp Reclam jr.).

## Nachruf
- Stephan Stach: Sein Partisanenstückwerk war ein Meisterstück – ins  staatlich kontrollierte DDR-Verlagswesen brachte er frischen Wind: Zum Tod des Leipziger Lektors Hubert Witt. [1][2]

## Publikationen
Übersetzungen
- Der Fiedler vom Getto. Jiddische Dichtung aus Polen. Aus d. Jiddischen übertragen und ausgewählt von Hubert Witt. Einleitung „Dichtung eines ermordeten Volkes“ von Berl Mark (Direktor des jüdischen historischen Instituts (Warschau)). Verlag Philipp Reclam jun. Leipzig 1966. (Reclams Universal-Bibliothek. Band 195)
- Oswald von Wolkenstein: um dieser welten lust. Leipzig 1968.
- Meine jüdischen Augen. Jiddische Dichtung aus Polen. Mit Illustrationen von Hermann Naumann. Verlag Philipp Reclam jun. Leipzig 1969.
- Mendele Mojcher Sforim: Fischke der Lahme. Bettlerroman. Verlag Philipp Reclam jun. Leipzig 1978.
- Walther von der Vogelweide: Frau Welt, ich hab von dir getrunken. Berlin 1979.
- Walther von der Vogelweide. (= Poesiealbum. Nr. 159). Berlin 1980.
- Rajzel Zychlinski: Vogelbrot. Gedichte aus fünf Jahrzehnten. (= Insel-Bücherei. Band 1044). Leipzig 1981.
- Itzik Manger. (= Poesiealbum. Nr. 205). Berlin 1984.
- Scholem Alejchem: Stempenu. Roman. Nachwort ebenfalls Hubert Witt. Mit 28 Lithographien von Anatoli Kaplan. Verlag Philipp Reclam jr., Leipzig 1989, ISBN 3-379-00380-8.
- Johannes von Saaz: Der Ackermann und der Tod. Nachwort ebenfalls Hubert Witt. Mit 7 Steindrucken in Asphaltschabtechnik von Rolf Münzner. Leipziger Bibliophilen-Abende e. V., Leipzig 2000.
- Rajzel Zychlinski: di lider. Die Gedichte. Frankfurt am Main 2003, ISBN 3-86150-448-0.
- Lajser Ajchenrand: Aus der Tiefe rufe ich. Lider und Ssonetn. Gedichte jiddisch und deutsch. Übertragen von Hubert Witt, Ammann, Zürich 2006, ISBN 3-250-10501-5.
- Abraham Sutzkever: Gesänge vom Meer des Todes. Gedichte. Nachwort ebenfalls Hubert Witt. Zürich 2009, ISBN 978-3-250-10531-2.
- Abraham Sutzkever: Wilner Getto 1941–1944. Zürich 2009, ISBN 978-3-250-10530-5.
- Johannes von Saaz: Der Ackermann und der Tod. Verbesserte Ausgabe der Übersetzung aus dem Frühneuhochdeutschen von Hubert Witt. Mit einem Reprint der Originalausgabe von 1462 sowie 33 Lithographien von Rolf Münzner. Leipziger Literaturverlag, Leipzig 2016, ISBN 978-3-86660-199-4.

Herausgeberschaften
- Erinnerungen an Brecht. Skizzen und Aufsätze. (= Reclams Universal-Bibliothek. Band 117). Leipzig 1964.
- Günter Kunert: Notizen in Kreide. Gedichte. (= Reclams Universal-Bibliothek. Band 369). Leipzig 1970.
- Bertolt Brecht: Von der Freundlichkeit der Welt. (= Insel-Bücherei. Band 907). Leipzig 1971.
- Brecht. As They Knew Him. Seven Seas Publishers, Berlin 1974.
- Thinking It Over. 30 Stories from the German Democratic Republic. Seven Seas Publishers, Berlin 1977.
- Bertolt Brecht: Der Städtebauer. (= Insel-Bücherei. Band 992). Leipzig 1978.
- Joseph Roth: Die Rebellion. (= Insel-Bücherei. Band 1028). Leipzig 1979.
- Arno Schmidt: Aus dem Leben eines Fauns. Kurzromane. (= Reclams Universal-Bibliothek. Band 794). Leipzig 1981.
- Stephan Hermlin: Texte. Materialien. Bilder. Verlag Philipp Reclam jr., Leipzig 1985.
- Die nicht erloschenen Wörter. Westdeutsche Lyrik seit 1945. Lyrik aus der BRD. Lyrik aus Westberlin. Verlag Volk und Welt, Berlin 1985.
- Wolf Biermann: Liebespaare in politischer Landschaft. Gedichte und Lieder. (= Reclams Universal-Bibliothek. Band 18068). Stuttgart 2000, ISBN 3-15-018068-6.
- Jürgen Teller: Hoffnung und Gefahr. Essays, Aufsätze, Briefe  1954–1999. Mit Beiträgen von Ernst Bloch, Volker Braun und Friedrich Dieckmann. Suhrkamp Verlag, Frankfurt am Main 2001.
- Günter Kunert: Die Botschaft des Hotelzimmers an den Gast. Carl Hanser Verlag, München/Wien 2004, ISBN 3-446-20460-1.
- Jürgen Teller: Briefe an Freunde 1942–1999. Herausgegeben mit Johanna Teller. Insel Verlag, Frankfurt am Main / Leipzig 2007, ISBN 978-3-458-17344-1.
- Günter Kunert: Auskunft für den Notfall. Carl Hanser Verlag, München 2008, ISBN 978-3-446-20991-6.
- Günter Kunert: Tröstliche Katastrophen. Aufzeichnungen 1999–2011. Carl Hanser Verlag, München 2013, ISBN 978-3-446-24129-9.
- Günter Kunert: Fortgesetztes Vermächtnis. Gedichte. Carl Hanser Verlag, München 2014, ISBN 978-3-446-24129-9.
- mit Heinz Zander: Historia von D. Johann Fausten, dem weitbeschreiten Zauberer und Schwartzkünstler (1587). Leipzig 1988.

Hörspiele
- Berg meines Jammers. Eine Collage nach Texten von und über Christian Friedrich Daniel Schubart. Saarländischer Rundfunk 1995.